# Елси (Небраска)
Елси (енгл. Elsie) град је у америчкој савезној држави Небраска.

## Демографија
По попису из 2010. године број становника је 106, што је 33 (-23,7%) становника мање него 2000. године.
| Група             | 2000.       | 2010.      |
| Белци             | 137 (98,6%) | 95 (89,6%) |
| Афроамериканци    | 0 (0,0%)    | 0 (0,0%)   |
| Азијати           | 0 (0,0%)    | 0 (0,0%)   |
| Хиспаноамериканци | 0 (0,0%)    | 9 (8,5%)   |
| Укупно            | 139         | 106        |